# Wyatt Allen
Wyatt Allen (Baltimora, 11 gennaio 1979) è un ex canottiere statunitense, vincitore della medaglia d'oro nell'8 con a Atene 2004 e di bronzo sempre nell'8 con a Pechino 2008.

## Palmarès
- Olimpiadi

Atene 2004: oro nell'8 con.
Pechino 2008: bronzo nell'8 con.